# خانه محمد علی ساعی
خانه محمد علی ساعی مربوط به دوره معاصر است و در شهرستان فومن، شهرک تاریخی ماسوله واقع شده و این اثر در تاریخ ۲۵ اسفند ۱۳۸۰ با شمارهٔ ثبت ۵۲۲۱ به‌عنوان یکی از آثار ملی ایران به ثبت رسیده است.